# Prova masculina de Fossa als JJOO París 2024
La prova masculina de Fossa als Jocs Olímpics de París 2024 serà la 24a edició de l'esdeveniment masculí en unes Olimpíades. La prova es disputarà entre el 29 i 30 de juliol de 2024 al Centre Nacional de Tir, a la ciutat de Chateauroux.
El tirador txec Jiri Liptak és l'actual campió de la disciplina olímpica després de guanyar la medalla d'or als Jocs Olímpics de Tòquio de 2020, per davant del seu compatriota txec David Kostelecky i del britànic Matthew John Coward Holley, qui van guanyar la medalla de plata i de bronze, respectivament.
L'equip d'Itàlia és la selecció més guardonada amb 5 medalles d'or, 5 medalles de plata i 5 medalles de bronze, en les 23 edicions que la prova de fossa masculina ha estat present als Jocs Olímpics. L'italià Luciano Giovanetti i l'australià Michael Diamond són els tiradors més premiats amb 2 medalles d'or cadascun.

## Format
Els tiradors classificats s'han reduït dels 29 que hi va haver a Tòquio, fins als 28 que hi haurà en aquesta edició.
La competició començarà amb la fase eliminatòria, on hi participaran els 28 tiradors. Tots ells, dispararan 125 trets, dividits en 5 rondes de 25 trets cadascuna i que es podran dur a terme en dues o tres sessions. Els 8 atletes amb millor puntuació passaran a la final. Si hi hagués empat, es decidiria en llançaments individuals fins que algú falli.
La final es dividirà entre el Relleu 1 i el Relleu 2 i la Medal Match (partida per la medalla). El Relleu 1 estarà integrat pels tiradors que hagin quedat en les posicions 1, 3, 5 i 7 de la ronda classificatòria i el Relleu 2 estarà integrat pels tiradors que hagin quedat en les posicions 2, 4, 6 i 8 de la ronda classificatòria. Els atletes començaran de 0 i hauran de disparar 15 trets cadascun. L'atleta de cada relleu amb menor puntuació quedarà eliminat. En cas d'empat, es tindrà en compte la classificació en la fase eliminatòria. Els altres atletes restants dispararan 10 trets més i l'atleta de cada relleu amb menys puntuació quedarà eliminat. En cas d'empat es decidirà en llançament individual fins que algú falli. Els dos millors tiradors de cada Relleu passaran a la partida per la medalla.
En la partida per la medalla, els 4 tiradors començaran de 0 de nou i dispararan 15 trets. L'atleta amb menor puntuació quedarà eliminat. Seguidament els 3 tiradors restants dispararan 10 trets més i l'atleta amb menor puntuació obtindrà la medalla de bronze. Els dos tiradors finalistes dispararan 10 trets més i el què obtingui la puntuació més alta en el global dels 35 trets, obtindrà la medalla d'or. En cas d'empat es decidirà amb trets individuals fins que algú falli.

## Classificació
França, com a país amfitrió ja té assignada una plaça a la prova. Les dues primeres places, es van assignar en el Campionat d'Europa d'Escopeta del 2022 i les 4 places següents es van assignar en el Campionat del Món d'Escopeta de 2022. A partir d'aquí, les places s'assignaran en diferents tornejos i proves a nivell continental o mundial, que es disputaran entre el 2023 i el 9 de juny de 2024. Finalment entre els tiradors que encara no estiguin classificats, s'assignarà una plaça segons el rànquing mundial olímpic ISSF i una altra segons el criteri de places universals, per garantir la diversitat dels participants. Cal tenir en compte que cada país, podrà tenir com a màxim dos competidors a la prova.
| Esdeveniment                      | Data                          | Seu              | Places | País                 | Atleta                  |
| --------------------------------- | ----------------------------- | ---------------- | ------ | -------------------- | ----------------------- |
| País amfitrió                     | -                             | -                | 1      | França               |                         |
| Campionat d'Europa d'Escopeta     | 24 agost - 12 setembre 2022   | Làrnaca          | 2      | Txèquia              | Jiri Liptak             |
| Campionat d'Europa d'Escopeta     | 24 agost - 12 setembre 2022   | Làrnaca          | 2      | Suècia               | Rickard Levin-Andersson |
| Campionat del Món d'Escopeta      | 19 setembre - 12 octubre 2022 | Osijek           | 4      | Regne Unit           | Nathan Hales            |
| Campionat del Món d'Escopeta      | 19 setembre - 12 octubre 2022 | Osijek           | 4      | Taipei               | Yang Kun-pi             |
| Campionat del Món d'Escopeta      | 19 setembre - 12 octubre 2022 | Osijek           | 4      | Índia                | Bhowneesh Mendiratta    |
| Campionat del Món d'Escopeta      | 19 setembre - 12 octubre 2022 | Osijek           | 4      | Estats Units         | Derrick Mein            |
| Campionat de les Amèriques de Tir | 6 - 13 novembre 2022          | Lima             | 1      | Estats Units         | Will Hinton             |
| Jocs Europeus                     | 21 juny - 2 juliol 2023       | Cracòvia         | 1      | Itàlia               | Mauro de Filippis       |
| Campionat del Món de Tir          | 14 - 31 agost 2023            | Bakú             | 4      | Croàcia              | Giovanni Cernogoraz     |
| Campionat del Món de Tir          | 14 - 31 agost 2023            | Bakú             | 4      | Eslovàquia           | Marian Kovacocy         |
| Campionat del Món de Tir          | 14 - 31 agost 2023            | Bakú             | 4      | Kuwait               | Khaled Al-Mudhaf        |
| Campionat del Món de Tir          | 14 - 31 agost 2023            | Bakú             | 4      | Itàlia               | Giovanni Pellielo       |
| Campionat d'Europa d'escopeta     | 8 - 27 setembre 2023          | Osijek           | 1      | França               | Sebastien Guerrero      |
| Campionat d'Àfrica de Tir         | 1 - 10 octubre 2023           | Caire            | 1      | Marroc               | Haffari Driss           |
| Jocs Panamericans                 | 20 octubre - 5 novembre 2023  | Santiago de Xile | 2      | Guatemala            | Jean Pierre Brol        |
| Jocs Panamericans                 | 20 octubre - 5 novembre 2023  | Santiago de Xile | 2      | Veneçuela            | Leonel Martínez         |
| Campionat d'Àsia de Tir           | 22 octubre - 2 novembre 2023  | Changwon         | 2      | Xina                 | Qi Ying                 |
| Campionat d'Àsia de Tir           | 22 octubre - 2 novembre 2023  | Changwon         | 2      | Qatar                | Saeed Abusharib         |
| Campionat d'Oceania de Tir        | 30 octubre - 6 novembre 2023  | Brisbane         | 1      | Nova Zelanda         | Owen Robinson           |
| Campionat d'Àsia d'Escopeta       | 12 - 23 gener 2024            | Al-Kuwait        | 2      | Iran                 | Mohammad Beiranvand     |
| Campionat d'Àsia d'Escopeta       | 12 - 23 gener 2024            | Al-Kuwait        | 2      | Xina                 | Guo Yuhao               |
| Campionat de les Amèriques        | 27 febrer - 5 març 2024       | Santo Domingo    | 1      | República Dominicana | Eduardo Lorenzo         |
| Campionat de classificació        | 19 - 29 abril 2024            | Doha             | 2      |                      |                         |
| Campionat de classificació        | 19 - 29 abril 2024            | Doha             | 2      |                      |                         |
| Campionat d'Europa d'Escopeta     | 15 - 27 maig 2024             | Lonato           | 1      |                      |                         |
| Rànquing mundial olímpic          | 9 juny 2024                   | -                | 1      |                      |                         |
| Plaça universal                   | -                             | -                | 1      |                      |                         |

## Medaller històric
| Posició | País              | 1 | 2 | 3 | Total |
| ------- | ----------------- | - | - | - | ----- |
| 1       | Itàlia            | 5 | 5 | 5 | 15    |
| 2       | Estats Units      | 3 | 3 | 5 | 11    |
| 3       | Txèquia           | 2 | 1 | 0 | 3     |
| 3       | Canadà            | 2 | 1 | 0 | 3     |
| 5       | Austràlia         | 2 | 0 | 1 | 3     |
| 6       | Croàcia           | 2 | 0 | 0 | 2     |
| 7       | Unió Soviètica    | 1 | 2 | 1 | 4     |
| 8       | Regne Unit        | 1 | 1 | 3 | 5     |
| 9       | França            | 1 | 1 | 1 | 3     |
| 10      | Txecoslovàquia    | 1 | 1 | 0 | 2     |
| 11      | Rússia            | 1 | 0 | 2 | 3     |
| 12      | Romania           | 1 | 0 | 0 | 1     |
| 12      | Hongria           | 1 | 0 | 0 | 1     |
| 14      | Bèlgica           | 0 | 1 | 1 | 2     |
| 14      | Suècia            | 0 | 1 | 1 | 2     |
| 16      | Japó              | 0 | 1 | 0 | 1     |
| 16      | Perú              | 0 | 1 | 0 | 1     |
| 16      | Portugal          | 0 | 1 | 0 | 1     |
| 16      | Polònia           | 0 | 1 | 0 | 1     |
| 16      | Finlàndia         | 0 | 1 | 0 | 1     |
| 16      | Alemanya          | 0 | 1 | 0 | 1     |
| 22      | Alemanya de l'Est | 0 | 0 | 2 | 2     |
| 23      | Kuwait            | 0 | 0 | 1 | 1     |
| 23      | Grècia            | 0 | 0 | 1 | 1     |